# Меззуна
Меззуна (араб. المزونة) — місто в Тунісі. Входить до складу вілаєту Сіді-Бузід. Станом на 2004 рік тут проживало 6 101 особа.